# Michaugues
Michaugues (nivernais Missaugues) est une ancienne commune française, située dans le département de la Nièvre en région Bourgogne-Franche-Comté, devenue, le 1er janvier 2016, une commune déléguée de la commune nouvelle de Beaulieu.

## Histoire
- 1653 : Vente par Roger de Bussy-Rabutin à Pierre de Jaucourt de la seigneurie de Michaugues[1].

## Politique et administration
| Période                                  | Période | Identité                | Étiquette | Qualité                                                                                   |
| ---------------------------------------- | ------- | ----------------------- | --------- | ----------------------------------------------------------------------------------------- |
| 1995                                     | 2016    | Jean Lesort             |           | Commerçant retraité, devient maire de la commune nouvelle de Beaulieu au 1er janvier 2016 |
| 1945                                     | 1995    | Arthur Goby             |           | Cultivateur                                                                               |
| 1941                                     | 1945    | Joseph Ravoir           |           | Cultivateur                                                                               |
| 1935                                     | 1941    | Pierre Gautheron        |           | Cultivateur                                                                               |
| 1919                                     | 1935    | André Petit             |           |                                                                                           |
| 1908                                     | 1919    | René Adam               |           | Cultivateur                                                                               |
| 1888                                     | 1908    | Charles Desnoyers       |           |                                                                                           |
| 1865                                     | 1888    | Joseph Herault          |           |                                                                                           |
| 1860                                     | 1865    | Henri Crest             |           |                                                                                           |
| 1838                                     | 1860    | Etienne, Gabriel Crest  |           |                                                                                           |
| 1800                                     | 1838    | François, René Bourgier |           |                                                                                           |
| 1798                                     | 1800    | Jean Herault            |           |                                                                                           |
| 1797                                     | 1798    | Jean-François Gobet     |           |                                                                                           |
| 1796                                     | 1797    | François, René Bourgier |           |                                                                                           |
| 1794                                     | 1796    | Pierre Guiblin          |           | Tisserand                                                                                 |
| 1793                                     | 1794    | Pierre Michot           |           |                                                                                           |
| 1790                                     | 1793    | Joseph Radot            |           |                                                                                           |
| Les données manquantes sont à compléter. |         |                         |           |                                                                                           |

## Démographie
L'évolution du nombre d'habitants est connue à travers les recensements de la population effectués dans la commune depuis 1793. À partir du 1er janvier 2009, les populations légales des communes sont publiées annuellement dans le cadre d'un recensement qui repose désormais sur une collecte d'information annuelle, concernant successivement tous les territoires communaux au cours d'une période de cinq ans. 
Pour les communes de moins de 10 000 habitants, une enquête de recensement portant sur toute la population est réalisée tous les cinq ans, les populations légales des années intermédiaires étant quant à elles estimées par interpolation ou extrapolation. Pour la commune, le premier recensement exhaustif entrant dans le cadre du nouveau dispositif a été réalisé en 2006,.
En 2013, la commune comptait 53 habitants, en évolution de −20,9 % par rapport à 2008 (Nièvre : −3,01 %, France hors Mayotte : +2,49 %).
| 1793 | 1800 | 1806 | 1821 | 1831 | 1836 | 1841 | 1846 | 1851 |
| ---- | ---- | ---- | ---- | ---- | ---- | ---- | ---- | ---- |
| 282  | 350  | 334  | 352  | 352  | 351  | 355  | 359  | 322  |

| 1856 | 1861 | 1866 | 1872 | 1876 | 1881 | 1886 | 1891 | 1896 |
| ---- | ---- | ---- | ---- | ---- | ---- | ---- | ---- | ---- |
| 264  | 255  | 328  | 304  | 305  | 312  | 281  | 257  | 255  |

| 1901 | 1906 | 1911 | 1921 | 1926 | 1931 | 1936 | 1946 | 1954 |
| ---- | ---- | ---- | ---- | ---- | ---- | ---- | ---- | ---- |
| 235  | 225  | 211  | 169  | 148  | 140  | 111  | 110  | 99   |

| 1962 | 1968 | 1975 | 1982 | 1990 | 1999 | 2006 | 2011 | 2013 |
| ---- | ---- | ---- | ---- | ---- | ---- | ---- | ---- | ---- |
| 86   | 86   | 75   | 63   | 66   | 73   | 66   | 61   | 53   |